# François Jouneaulx
François Jouneaulx est un homme politique français né le 16 février 1795 à Saint-Julien-de-Vouvantes (Loire-Atlantique) et décédé le 10 août 1851 à Candé (Maine-et-Loire).
Médecin, il est conseiller d'arrondissement et député de Maine-et-Loire de 1839 à 1846, siégeant au centre-gauche et de 1848 à 1849, siégeant à droite.

## Sources
- « François Jouneaulx », dans Adolphe Robert et Gaston Cougny, Dictionnaire des parlementaires français, Edgar Bourloton, 1889-1891 [détail de l’édition]